# Шувар Іван Антонович
Іван Антонович Шувар (23 січня 1954 р., с. Бовшів Галицького району Івано-Франківської області) — завідувач кафедри землеробства і тваринництва Львівського національного аграрного університету (2014), доктор с.-г. наук (2005), професор (2007), «Заслужений діяч науки і техніки України» (2014), академік АН ВО України і МАНЕБ (2008).

## Біографія
1960-1968 Навчання в Бовшівській восьмирічній школі

1968-1972 Навчання в Бурштинському енергетичному технікумі

1972-1974 Працював на аграрному виробництві

1975-1980 Навчання на агрономічному факультеті Львівського сільськогосподарського інституту

1980 Скерований на навчально-наукову роботу до Львівського сільськогосподарського інституту

1990 Захистив дисертаційну роботу на тему: «Вплив проміжних посівів на продуктивність кормової плодозмінної сівозміни і родючість ґрунту в умовах західного Лісостепу УРСР» у спеціалізованій Вченій раді Кам'янець-Подільського сільськогосподарського інституту, здобув науковий ступінь кандидата сільськогосподарських наук

1998 Обраний дійсним членом (академіком) Міжнародної академії наук екології та безпеки життєдіяльності (МАНЕБ) у Санкт-Петербурзі

2001 Присвоєно вчене звання доцента кафедри загального землеробства Львівського НАУ

2005 Захистив дисертацію на здобуття наукового ступеня доктора сільськогосподарських наук на тему: «Наукові основи підвищення продуктивності сівозмін та родючості ґрунту в традиційному і біологічному землеробстві західного Лісостепу України» за спеціальністю 06.01.01 — загальне землеробство у спеціалізованій Вченій раді Інституту землеробства УААН

2007 Присвоєно вчене звання професора кафедри загального землеробства Львівського національного аграрного університету

 2008 Обраний академіком АН ВО України (диплом № 10-2008)

2008-2010 Призначався головою Державної екзаменаційної комісії зі спеціальності «Агрономія» в Інституті агротехнологій Подільського державного аграрно-технічного університету. У цьому ж закладі є членом спеціалізованої вченої ради з захисту кандидатських дисертацій за спеціальністю «Рослинництво»

 2008 Обрано на посаду Ректора недержавного вищого навчального закладу «Інститут управління природними ресурсами» та завідувачем кафедри природокористування, кадастру та геоінформаційних систем і технологій (м. Коломия)
За сумісництвом обіймав посаду професора кафедри технологій у рослинництві Львівського НАУ та здійснював підготовку спеціалістів, магістрів, науково-педагогічних кадрів через аспірантуру

2010 Участь у проекті-вишколі на тему: «Взаємний обмін досвідом сільськогосподарського дорадництва між Польщею і Україною в питаннях розвитку сільського господарства, екології та відновлювальних джерел енергії» в Ольштині (Польща)

2011 Директор Інституту післядипломного навчання Львівського національного аграрного університету та за сумісництвом професор кафедри технологій у рослинництві

2012 Журі конкурсу академії наук ВО України нагородило І. А. Шувара у співавторстві з групою вчених дипломом за працю «Обробіток ґрунту в адаптивно-ландшафтних системах землеробства» і присудило йому третю премію за номінацією «Навчальні посібники»

2012 Нагороджений ювілейною медаллю «20 років АН ВОУ»

2013 Президія АН ВО України нагородила І. А. Шувара медаллю Івана Пулюя за вагомі багаторічні успіхи у науково-педагогічній роботі;

 2014 Завідувач кафедри землеробства і тваринництва Львівського НАУ;

2014 «Заслужений діяч науки і техніки України»;

2015 За рішенням 1/2015 Президії Польської Академії Наук відділення у Любліні від 15 березня 2015 обраний (призначений) іноземним членом на термін  2015—2018 рр. (Комісія прикладної агрометеорології та кліматології відділення в Любліні)